# Shakur Stevenson
Shakur Stevenson (* 28. Juni 1997 in Newark, New Jersey als Ash-Shakur Nafi-Shahid Stevenson) ist ein US-amerikanischer Profiboxer, ehemaliger WBO-Weltmeister im Federgewicht, sowie aktueller WBO- und WBC-Weltmeister im Superfedergewicht und WBC-Weltmeister im Leichtgewicht. Er zählt zu den weltbesten Boxern seiner Gewichtsklasse.

## Persönliches
Stevenson ist in Newark geboren und aufgewachsen, zog dann nach Hampton, Virginia, und trainierte unter anderem im Olympic Training Center in Colorado Springs, Colorado. Er wurde von seiner Mutter nach dem Rapper Tupac Shakur benannt, der weniger als ein Jahr vor Stevensons Geburt, ermordet wurde.

## Amateurkarriere
Stevenson begann im Alter von fünf Jahren mit dem Boxsport. Er gewann 2013 die US-amerikanischen Juniorenmeisterschaften und die Junioren-Weltmeisterschaften in Kiew. Er besiegte dabei die Starter aus Tadschikistan, Russland, Georgien, Kasachstan und der Ukraine.
2014 gewann er die US-amerikanischen Jugendmeisterschaften und das Ringside World Tournament in den USA sowie die Jugend-Weltmeisterschaften in Sofia und die Olympischen Jugend-Sommerspiele in Nanjing. Bei der Jugend-WM schlug er Juan Camacho aus Puerto Rico, Chursant Imankulijew aus Tadschikistan, Carlos Silva aus Brasilien, Lu Ping aus China und Muhammad Ali aus England, während er bei den Jugendspielen Daniel Assenow aus Bulgarien, sowie erneut Muhammed Ali und Lu Ping besiegen konnte. Darüber hinaus gewann er bereits internationale Turniere in der Ukraine und Russland. Er war somit in bisher all seinen 17 internationalen Kämpfen ungeschlagen und wurde daraufhin für 2014 als erster amerikanischer Boxer von der AIBA zum „World Junior Fighter of the Year“ gewählt.
2015 gewann er die US-amerikanischen Jugendmeisterschaften im Bantamgewicht. Im November und Dezember 2015 gewann er die nationalen Olympiaqualifikationen in Baltimore und Reno. Im Januar und Februar 2016 siegte er in der World Series of Boxing (WSB) gegen Peter McGrail von den British Lionhearts und gegen Mohamed Hamout von den Morocco Atlas Lions. Im März 2016 gewann er auch die Olympiaqualifikation des amerikanischen Kontinents in Buenos Aires. Er besiegte dabei Luis Ruiz aus Kolumbien, Mathias Bagnado aus Uruguay, Jose Diaz aus Venezuela und Alberto Melián aus Argentinien. Er war damit bereits in 23 internationalen Kämpfen ungeschlagen.
Bei den Olympischen Spielen 2016 in Rio de Janeiro erreichte er gegen Robenilson de Jesus (3:0), Erdenebatyn Tsendbaatar (3:0) und Wladimir Nikitin (WO) das Finale, wo er knapp mit 1:2 gegen Robeisy Ramírez unterlag.

## Profikarriere
Stevenson wechselte 2017 unter dem Promoter Top Rank ins Profilager und gewann sein Debüt am 22. April vorzeitig gegen Edgar Brito. Im April 2018 besiegte er den ebenfalls unbesiegten Roxberg Riley vorzeitig in der zweiten Runde.
Am 13. Oktober 2018 besiegte er Viorel Simion durch TKO in der ersten Runde und im Januar 2019 Jessie Rosales durch TKO in der vierten Runde, wodurch er die Titel WBC Continental Americas und IBF Intercontinental im Federgewicht gewann.
Im April 2019 gewann er gegen Christopher Diaz zudem den Nordamerika-Titel der NABO. Am 26. Oktober 2019 gewann er den WBO-Weltmeistertitel im Federgewicht durch einen einstimmigen Punktesieg gegen den bis dahin ungeschlagenen Joet Gonzalez.
Am 12. Juni 2021 gewann er die Interimsweltmeisterschaft der WBO im Superfedergewicht. Den regulären WBO-WM-Titel gewann er am 23. Oktober 2021 durch TKO in der zehnten Runde gegen Jamel Herring.
Am 30. April 2022 gewann er einen Titel-Vereinigungskampf gegen den WBC-Weltmeister Óscar Valdez einstimmig nach Punkten. Beide Titel verteidigte er erstmals im September 2022 einstimmig gegen Robson Conceição.
Seinen nächsten Kampf bestritt er erst am 8. April 2023 im Leichtgewicht und siegte in seinem ersten Kampf in der neuen Klasse durch TKO in der sechsten Runde gegen Shuichiro Yoshino. Am 16. November 2023 siegte er gegen Edwin De Los Santos und gewann dadurch den vakanten WBC-Weltmeistertitel im Leichtgewicht.
Im August 2023 äußerte Shakur Stevenson öffentlich auf 'X' seinen Wunsch, gegen den ukrainischen Boxer Vasyl Lomachenko zu kämpfen, was große Erwartungen in der Boxwelt weckte.